# Drasteria philippina
Drasteria philippina là một loài bướm đêm trong họ Erebidae.